# 贝卡谷地
贝卡谷地（英语：Beqaa Valley，阿拉伯语：البقاع），是位于黎巴嫩东部叙利亚边境地区的一个山谷，属贝卡省管辖。
贝卡谷地是东非大裂谷的最北端，位于贝鲁特以东30公里的黎巴嫩山脉之间，长120公里，宽约16公里。贝卡谷地气候属于典型的地中海式气候，降雨量因受黎巴嫩山脉阻挡而比较有限。谷地中有两条主要河流：阿西河（Asi）和利塔尼河（Lîtânî）。
贝卡谷地早在前1世纪归入罗马帝国统治下时，就以叙利亚的谷仓而闻名。今天，贝卡谷地的耕地占到全黎巴嫩的40%。贝卡谷地的主要作物是小麦、玉米和棉花，其北端由于降雨有限而以畜牧业为主，南部有大规模的葡萄园。历史上贝卡谷地一度是鸦片的出产地。1957年后黎巴嫩政府在利塔尼河流域修建了一系列水利设施，极大促进了当地的农业发展。
扎赫勒是贝卡谷地的主要城市，居民以信奉基督教马龙教派的阿拉伯人为主。贝鲁特至大马士革的高速公路穿谷而过，使得贝卡谷地的战略地位十分重要。
1975年，黎巴嫩内战爆发，叙利亚军队进入贝卡谷地，将其作为在黎巴嫩的主要基地，并设立了萨姆-6防空导弹部队。1982年，以色列入侵黎巴嫩，同叙利亚军队发生激战，6月9日，在贝卡谷地空战中，以色列获得决定性的胜利，不但摧毁了叙利亚的全部13个防空连，还在空中格斗中取得了82：0的胜利。
此后，叙利亚逐渐将其在黎巴嫩的驻军全部收缩至贝卡谷地内，直到2005年黎巴嫩发生雪杉革命后方才被迫撤出。目前，激进的什叶派军事组织真主党仍然在谷地内存有大规模军事存在。